# Factorul răzbunare
„Factorul răzbunare” (titlu original: „The Vengeance Factor”) este al 9-lea episod din al treilea sezon al serialului TV american științifico-fantastic Star Trek: Generația următoare și al 57-lea episod în total. A avut premiera la 20 noiembrie 1989.
Episodul a fost regizat de Timothy Bond după un scenariu de Sam Rolfe.

## Prezentare
Echipajul de pe Enterprise se află în urmărirea rasei de „culegători” care efectuează raiduri asupra avanposturilor Federației. Riker demască un asasin în mijlocul unor negocieri pentru pace critice. 

## Actori ocazionali
- Lisa Wilcox - Yuta
- Joey Aresco - Brull
- Nancy Parsons - Marouk
- Stephen Lee - Chorgan
- Marc Lawrence - Volnoth
- Elkanah J. Burns - Temarek
- Majel Barrett - Computer Voice